# Krigsåret 1978

## Pågående krig
- Kambodjansk-vietnamesiska kriget (1977-1979)[1]
  - Kambodja under de röda khmererna på ena sidan
  - Vietnam på andra sidan

- Kriget mellan Uganda och Tanzania (1978-1979)[1]
  - Uganda på ena sidan
  - Tanzania på andra sidan

## Händelser

### Januari
- 10 januari - Striderna mellan Vietnam och Kampuchea rapporteras ha upphört.[2]

### Februari
- 6 februari - Nya häftiga strider mellan Vietnam och Kampuchea rapporteras vid den så kallade "Papegojnäbben".[2]
- 9 februari - Konteamiral Bengt Schauback utses till chef för Försvarsstaben i Sverige.[2]
- 14 februari - USA meddelar sina planer på försäljning av stridsflygplan till Egypten, Israel och Saudiarabien.[2]

### Mars
- 9 mars - Etiopien återtar Ogadenprovinsen i Somalia.[2]
- 14 - Israel invaderar södra Libanon med uppskattningsvis 25 000 man.[2]
- 22 mars - Sveriges regering beslutar att flytta en svensk FN-styrka från Sinaiöknen till det område som Israel ockuperat.[2]

### April
- 18 - Röda khmererna massakrerar civila i Ba Chúc i Vietnam.

### Maj
- 4 - Sydafrikansk flyg attackerar SWAPO i Cassinga i Angola.
- Maj - Idi Amin hamnar i krig med Tanzania.
- 19-20 maj - Nära 3 000 européer räddas från katangesiska rebeller, då franska legionärer och belgiska fallskärmsjägare luftlandsätts vid gruvstaden Kolwezi i Shabaprovinsen i Zaire.[2]
- 29 maj – Simon Wiesenthal uppger att han funnit misstänkte krigsförbrytaren Gustav Franz Wagner.[2]
- 30 maj – NATO-medlemsländernas stats- och rgeringschefer inleder ett två dagars toppmöte i Washington, DC.[2]

### Juni
- 13 juni – Israels drar sig tillbaka från södra Libanon.[2]

### Augusti
- 22 augusti – Sandinisterna ockuperar Managua.[2]

### September
- 8 - Shah-regimen skjuter på demonstranter i Teheran; iranska revolutionen börjar.
- 17 - Egypten och Israel sluter fred genom Camp David-avtalet.[2]
- 30 september – Syriska trupper ur arabiska fredsstyrkan i Libanon kommer överens om eldupphör med den kristna högern, efter flera dagars våldsamma strider.[2]

### Oktober
- 5 oktober – Israeliska krigsfartyg beskjuter Beirut.[2]
- 30 oktober – Uganda anfaller Tanzania.[2]

### November
- 18 november – Ett svenskt B 18-bombflygplan, som i februari 1946 tvingades nödlanda ute till havs, påträffas i Härnösands hamninlopp.[2]

### December
- 17 december – Överenskommen tidsgräns för fredsavtal mellan Egypten och Israel löper ut.[2]

## Avlidna
- 3 januari - Helge Jung, 91, svensk överbefälhavare 1944-1951.[2]

### Fotnoter
1. 1 2  ”Chronological List of All Wars”. Arkiverad från originalet den 9 oktober 2014. https://web.archive.org/web/20141009082543/http://www.correlatesofwar.org/COW2%20Data/WarData_NEW/WarList_NEW.pdf. Läst 29 juni 2011.
2. 1 2 3 4 5 6 7 8 9 10 11 12 13 14 15 16 17 18 19   Horisont 1978. Bertmarks